# Heisuke Hironaka
Heisuke Hironaka (jap. 広中 平祐 Hironaka Heisuke; ur. 9 kwietnia 1931 w Yuu (współcześnie Iwakuni, w prefekturze Yamaguchi) – japoński matematyk; laureat Medalu Fieldsa.

## Życiorys
Pochodził z wielodzietnej rodziny, jego ojciec prowadził fabrykę włókienniczą. Po ukończeniu szkoły średniej w Yanai nie dostał się na studia matematyczne na Hiroshima University i podjął studia w dziedzinie fizyki na Uniwersytecie w Kioto, które ukończył w 1954.
W 1957 wyjechał do Stanów Zjednoczonych, aby kontynuować edukację. W 1960 uzyskał stopień doktora na Uniwersytecie Harvarda; jego promotorem był Oscar Zariski. W tym samym roku poślubił Wakako Hironaka (pisarkę i polityka Partii Demokratycznej) Pracował na Uniwersytecie Brandeisa, Uniwersytecie Columbia. W 1968 powrócił na Harvard, a w 1975 na Uniwersytet w Kioto. W latach 1996–2002 był rektorem Yamaguchi University.
Jego prace dotyczyły rozmaitości algebraicznych, zwłaszcza punktów osobliwych.

## Wyróżnienia i nagrody
- Nagroda Asahi (1967)[3]
- Medal Fieldsa (1970)[4]